# Dendrohronologija
Apsolutno datovanje, tj. pripisivanje tačnih hronoloških datuma objektu ili grupi objekata, bilo je moguće tek od početka 20. veka kada su pronađene razne metode pomoću kojih se to moglo utvrditi. Bio je to pravi prodor u arheologiji, koji je povećao entuzijazam ne samo arheologa, već naučne zajednice uopšte, da je moguće sastaviti celinu od delića prošlosti.
Takođe, razvitak ovih metoda povezao je arheologiju sa drugim naukama, pre svega sa biologijom i fizikom, čija su saznanja i dostignuća obilato primenjivana u konstituisanju novih naučnih postupaka. 
Pored radiokarbonskog datiranja, koje je najpoznatije u laičkim krugovima, jedna od najvažnijih metoda svakako je i dendroarheološko datovanje.

## Istorijat dendrohronologije
Dendrohronologija predstavlja metod koji koristi analizu godova na drvetu da bi se uspostavila hronologija. Ovu metodu otkrio je A.E.Daglas, astronom koji je istraživao cikluse sunčevih mrlja prateći klimatske faktore, reflektovane u rastu drveta. Godovi su dotad korišćeni za utvrđivanje starosti drveta, ali on ih je upotrebio za nova saznanja. Verovao je da sunčeve mrlje utiču na klimu, a samim tim i na godišnji priraštaj u rastu godova. Tako je u daljem toku istraživanja otkrio da priraštaj u rastu godova zavisi od godišnje količine padavina. Ova variranja u rastu su regionalnog karaktera, što znači da sve drveće iste vrste i u istom regionu pokazuje sličan relativni rast tokom jedne godine. Zahvaljujući tome što postoje razlike u širini godova, moguće je uočiti određene obrasce, koji kad se prepoznaju, mogu da se koreliraju sa starijim stablima iste vrste, te se hronologija može širiti sve dalje i dalje u prošlost.

Daglas je vršio proučavanja na jugozapadu SAD-a, počevši od 1901. godine, koristeći lokalna stabla borova. Uspeo je da uspostavi 450-godišnju hronologiju varijabilnosti godova. Ubrzo mu se pridružio Klark Visler, antropolog koji je proučavao indijanska plemena. On je prepoznao potencijal nove metode za korišćenje u arheološkim istraživanjima. Uz pomoć delova drveta pronađenih na arheološkim nalazištima, uspeli su da prošire hronologiju na 1000 godina unazad.
Kada su uvideli značaj ove tehnike u utvrđivanju tačnih kalendarskih datuma ubrzo su je prihvatili i drugi geolozi, klimatolozi i arheolozi, te je sad na jugozapadu SAD-a uspostavljena hronologija do 332. godine pre nove ere. Kada je prihvaćena u naučnim krugovima, dendrohronologija se proširila i na druge zemlje. Sada postoji internacionalna baza godova, koja obuhvata hronologije iz 21 zemlje.

## Uslovi za primenu dendrohronologije
Analiza godova zasniva se na činjenici da drveće svake godine formira nove slojeve kambijuma – mekog celuloznog tkiva, između kore i starog drveta. Ti novoformirani slojevi počinju da se grade u proleće i razlikuju se od prethodnih slojeva po boji – svetliji su od slojeva iz prehodnih godina. Međutim kako sezona prolazi, i oni postaju tamnije boje, i stapaju se sa slojevima ćelija iz prethodnih godina, sve dok se na kraju leta ne završi proizvodnja novih ćelija]]. Taj proces se ponavlja svake godine, i jasna linija razdvaja slojeve ćelija iz te godine i slojeve ćelija iz prethodnih godina.
Ali debljina ovih slojeva nije ista. Njeno variranje zavisi od dva faktora: prvi je starost drveta. Što je drvo starije, to su novoformirani godovi sve uži i uži, tako da su unutrašnji godovi širi nego spoljašnji. Drugi faktor je promena u klimi na godišnjem nivou. U godinama kada ima malo padavina, i kada je klima nepovoljna, godovi su uži, čak se može desiti i da se tada uopšte ne formiraju, pa ih zovemo lokalno odsutnima. Sa druge strane, kada su padavine obilne, širina godova će biti značajno veća, čak se može desiti da se formira više od jednog goda, pa se ti godovi smatraju lažnim za tu godinu. 
Većina drveća u jednoj oblasti pokazuje istu varijabilnost u širini godova, i takvo drveće nazivamo senzitivnim. Drveće pogodno za unakrsno datovanje je senzitivno. Senzitivnost zavisi i od vrste drveta. Neke vrste imaju dobro definisane godove, osetljive na sredinske faktore, i različitih širina godova, kao na primer severna bela jela i bor. Za razliku od njih, smreka, hrast i orah imaju godove iste širine, te su nepogodni za unakrsno datovanje. Važno je i da se drvo nalazi na arheološkim nalazištima, da bi se moglo iskoristiti za određivanje starosti lokaliteta. Zbog toga je jedna od vrsta najčešće korišćenih za datovanje severna bela jela, koja se često nalazi na severnoameričkim lokalitetima.
Od velike je važnosti i broj prstenova na uzorku drveta koji koristimo za datovanje. Sekvence koje sadrže manje od 25-30 prstenova ne mogu da se datuju. Idealni uzorak bi trebalo da obuhvata između 60 do 200 godina, sa prosečnom veličinom prstena koja može da se uoči pod sočivima koja uvećavaju 6 puta.

## Tehnika analize
Da bi se na uzorak drveta mogla primeniti dendroarheološka metoda, on mora biti prethodno dobro pripremljen za analizu.Uzorci drveta čuvaju se na suvom i hladnom mestu, da ih toplota i vlaga ne bi oštetile. Zatim im se doda rastvor benzina i parafina, koji ih sprečavaju da se raspadnu, jer deluju kao vezivni materijal. Delovi drvenog uglja mogu da se prekriju debelim slojem laka, koji predstavlja još jednu metodu prezervacije uzorka. Tako pripremljeni uzorci podvrgavaju se analizi.
Prvi cilj u analizi jeste unakrsno datovanje uzoraka. Najpre se na svakom uzorku utvrđuje vidljivost godova i upotrebljivost tog uzorka za datovanje. Kada se izdvoje pogodni uzorci, međusobno se upoređuju, i traže se prepoznatljivi obrasci koji se ponavljaju. Dakle, potrebno je da uzorci budu što različitiji,da bi se mogli uočiti ti obrasci. Potrebno je da korelacija među uzorcima bude što veća, tj. da se serije godova karakteristične za jedan uzorak delimično poklapaju sa serijama na drugom uzorku. Da bi se utvrdila korelacija, postoje 2 metode: 

a) metod memorije - istraživač memoriše sve obrasce koje je pronašao na nalazištu, i upoređuje uzorke. Ovaj metod zahteva dobru memoriju, mnogo vremena i napora od istraživača.

b) skeletni grafik - da bi se prikazala struktura uskih i širokih prstenova, crta se grafik na kom se to jasno očitava. Ovaj metod je naročito pogodan kada se radi sa velikim količinama materijala ili sa uzorcima koji potiču iz geografske ili vremenske zone nepoznate istraživaču. Na grafiku se prikazuje relativna širina svakog prstena. Što je prsten širi, to je linija koja ga predstavlja na grafiku kraća, i obrnuto.

Sledeći korak jeste upoređivanje uzoraka. Korelacija se može utvrditi statistički ili vizuelno. Ukoliko postoji korelacija među uzorcima, smatra se da je unakrsno datovanje uspešno objavljeno, i može se nacrtati zajednički grafik koji prikazuje integrisane nalaze. Međutim, tako utvrđena hronologija je relativna. Da bi se uspostavila apsolutna hronologija, potrebno je da postoji već utvrđena apsolutna hronologija drveća određene vrste za određeni region, koja ide unazad dovoljno da se poklapa i unakrsno datuje sa uzorkom koji se proučava. postoje i određeni problemi u unakrsnom datovanju. Najveći problem jeste vremenska veza koja postoji između datovanja uzorka i datovanja arheološkog lokaliteta na kome je pronađen.

### Moguće greške pri dendrohronoloskom datovanju
Postoje 4 tipa grešaka po Banisteru. 
- 1.	Najveći problem jesu ponovno upotrebljena stabla.
- 2.	 Slična tome jeste i greška koja nastaje prilikom renoviranja ili remodelovanja starih soba ili naselja.
- 3.	Ukoliko se na osnovu greda u prostoriji zaključuje o poreklu artefakata pronađenih u njoj, može doći do greške - datumi porekla ne moraju biti isti.
- 4.	Greška obrnutog tipa je kada na osnovu predmeta pronađenih u prostoriji zaključujemo o datumu nastanka cele građevinske strukture.

Još jedan problem koji postoji je vezan za spoljašnje prstenove. Datum koji se pripisuje uzorku drveta je datum poslednjeg prstena, jer je to datum kada je drvo posečeno i upotrebljeno u određenu svrhu. Međutim, može se desiti da upravo ti spoljašnji prstenovi nedostaju. Tada se može pristupiti proceni broja nedostajućih prstenova ili se može utvrditi da je datum koji je pripisan uzorku nije i datum kada je drvo posečeno.

## Literatura
- Michels J. (1973) Dating methods in archaeology, Academic Press Inc., U.S.
- Grin K. (2003) Archeology: an Introduction - The Online Companion
- Lori Martinez (1996) Useful Tree Species for Tree-Ring Dating
- Fairbanks Richard Radiocarbon Calibration

## Spoljašnje veze
- www.geo.arizona.edu
- archaeology.about.com Архивирано на веб-сајту  (9. новембар 2016)
- Link Directory for Tree-Ring Research (Dendrochronology)